# Franziska Scheler
Franziska Scheler ist ein 1945 erschienener Roman des Schriftstellers Bernard von Brentano. 
Er handelt von der Beziehung des 29-jährigen Journalisten Leopold Chindler zu seiner Jugendliebe Franziska Scheler und spielt im Jahre 1929 in Berlin. Leopold Chindler ist der Sohn des Reichstagsabgeordneten Theodor Chindler, dem Protagonisten von Brentanos 1936 veröffentlichtem Roman gleichen Namens.

## Ausgaben
- 1945 Atlantis-Verlag, Zürich
- 1966 Limes-Verlag, Wiesbaden
- 2015 Schöffling & Co., Frankfurt a. M.